# اوگی
۳۳°۱۵′ شمالی ۱۳۰°۱۲′ شرقی / ۳۳٫۲۵۰°شمالی ۱۳۰٫۲۰۰°شرقی
اوگی در استان ساگا در کشور ژاپن  واقع شده‌است  که دارای جمعیت ۴۵٬۵۱۶ نفر و مساحت ۹۵٫۸۵ کیلومتر مربع با تراکم جمعیت ۴۷۵  نفر در کیلومترمربع است و در تاریخ ۱ مارس ۲۰۰۵ به عنوان شهر شناخته شد.